# Cryptophion espinozai
Cryptophion espinozai là một loài tò vò trong họ Ichneumonidae.